# Rotger Linden
Rotger Linden (auch Rotger under der Linden; † 28. Januar 1584) war von 1551 bis 1584 als Rotger III. Abt des Klosters Grafschaft.

## Leben
Er war, folgt man Johann Suibert Seibertz, einfacher Herkunft und stammte aus der Umgebung des Klosters. In seiner Zeit begannen die Streitigkeiten um die Erbvogtei anlässlich des sich abzeichnenden Todes des Jost von Grafschaft und dem Aussterben der Edelherren von Grafschaft. Der Abt wurde dabei von Friedrich von Fürstenberg und nach dessen Tod von Caspar von Fürstenberg umworben. Rotger sagte zu, beim Tod von Jost von Grafschaft die Vogtei als Lehen an Caspar von Fürstenberg zu vergeben. Streit gab es daraufhin mit den Erben des Allodialbesitzes der Edelherren von Grafschaft. Der Konflikt wurde bis zum Tod Rotgers nicht gelöst.
Während des Truchsessischen Krieges wurde das Kloster mehrfach geplündert. In seiner Zeit traten die zum Kloster gehörenden Pfarreien in Lüdenscheid, Valbert, Herscheid, Hemer und Plettenberg in der Grafschaft Mark endgültig zum Protestantismus über. Dadurch gingen dem Kloster die dortigen Einkünfte verloren.